# 208196 Matthiashahn
208196 Matthiashahn è un asteroide della fascia principale. Scoperto nel 2000, presenta un'orbita caratterizzata da un semiasse maggiore pari a 3,156064 UA e da un'eccentricità di 0,166179, inclinata di 2,508740° rispetto all'eclittica. Ha un diametro di 4,580 km.